# ميخائيل هربرت وات
ميخائيل هربرت وات (بالإنجليزية: Michael Herbert Watt)‏ هو طبيب نيوزيلندي، ولد في 1887 في أوتاغو في نيوزيلندا، وتوفي في 1967.